# Edrissa Marong
Edrissa Marong (* 17. Oktober 2000; † 23. Januar 2023) war ein gambischer Mittelstreckenläufer, der sich auf den 800-Meter-Lauf spezialisiert hatte und Inhaber des gambischen Landesrekordes über diese Distanz ist.

## Sportliche Laufbahn
Erste internationale Erfahrungen sammelte Edrissa Marong, dessen Leichtathletiktalent an der Botrop Senior Secondary School gefördert wurde und der den Spitznamen „Energy“ trug, im Jahr 2015, als er bei den Jugendafrikameisterschaften in Réduit in 1:52,88 min die Bronzemedaille über 800 Meter gewann und sich auch mit der gambischen Sprintstaffel (1000 Meter) in 1:55,17 min Bronze sicherte. 2017 belegte er bei den Juniorenafrikameisterschaften in Tlemcen in 1:51,51 min den siebten Platz über 800 Meter und gelangte im 1500-Meter-Lauf mit 4:18,63 min auf Rang zwölf. Zudem wurde er mit der 4-mal-400-Meter-Staffel in 3:18,14 min Vierter. 2019 gewann er dann bei den Juniorenafrikameisterschaften in Abidjan in 1:47,20 min die Bronzemedaille über 800 Meter und stellte damit einen gambischen Landesrekord auf. Zudem gelangte er über 1500 Meter mit 3:57,39 min auf Rang elf. Anschließend nahm er an den Afrikaspielen in Rabat teil und schied dort mit 1:51,76 min im Halbfinale aus. 2022 kam er bei den Afrikameisterschaften in Port Louis mit 1:52,10 min und 4:05,55 min jeweils nicht über die Vorrunde über 800 und 1500 Meter hinaus und belegte mit der Staffel in 3:16,96 min den achten Platz und wurde in der Mixed-Staffel disqualifiziert.
Marong starb im Januar 2023 nach kurzer Krankheit.

## Persönliche Bestleistungen
- 800 Meter: 1:47,20 min, 20. April 2019 in Abidjan (gambischer Rekord)
- 1500 Meter: 3:57,39 min, 17. April 2019 in Abidjan